# 남경민 (배우)
남경민(南慶敏, 본명: 남하나, 1987년 10월 27일 ~ )은 대한민국의 배우이다. 데뷔 초기에 서지은(徐志恩)이라는 이름으로 활동하였으나 남경민으로 현재 활동하고 있다.

## 생애
배우 윤다훈(본명 남광우)의 슬하 2녀 중 장녀이다.
1987년 10월 27일, 경기도 안성에서 당시 5년제 한국방송통신대학교 법학과 2학년 휴학중이던 윤다훈의 딸로 출생하였고 한때 경기도 이천에서 잠시 유아기를 보낸 적이 있으며 경기도 김포에서 잠시 유년기를 보낸 적이 있는 그녀는 1992년 6월에서 이듬해 1993년 6월까지 캐나다 온타리오주 오타와에 유학하였으며 1993년 6월, 대한민국에 귀국한 이후 서울에서 성장하였다.
신장은 166cm이고 체중은 48kg인 그녀는 2009년 6월, 서지은이라는 예명으로써 패션 모델 첫 데뷔를 하였고, 2010년 2월에는 모바일 게임 《리듬 스타 2》의 OST에 수록된 Rion Project의 《Shiny day》의 뮤직 비디오에 출연하였다. 이 해(2010년) 3월 KBS 텔레비전 드라마 《신데렐라 언니》에 출연하였고, 2011년 4월 남경민이라는 예명으로 연기자 활동을 시작하였다. 이후 영화, 연극, 뮤지컬 등에 출연하였다.

## 학력
- 2000년 2월 성포초등학교 졸업
- 2003년 2월 목동중학교 졸업
- 2006년 2월 관양고등학교 졸업
- 2010년 2월 서경대학교 연극영화학과 학사

## 출연작

### 패션 쇼
- 《엠넷KMTV 서머 스페셜 패션 쇼》(2009년)

### 뮤직 비디오
- 《Shiny day》(2010년) ... (원곡 노래: Rion Project - feat. 서가영)

### TV 드라마
- 2010년 KBS2 수목드라마 《신데렐라 언니》 ... 허남이 역
- 2011년 SBS 월화드라마 《천일의 약속》
- 2012년 KBS2 월화드라마 《학교 2013》 ... 남경민 역
- 2013년 KBS2 단막극 《KBS 드라마 스페셜 - 나에게로 와서 별이 되었다》 ... 강미 역
- 2013년 SBS 주말드라마 《세 번 결혼하는 여자》 ... 서하나 역
- 2015년 KBS2 일일드라마 《오늘부터 사랑해》
- 2016년 tvN 월화드라마 《싸우자 귀신아》 ... 정 간호사 역
- 2020년 MBC 일일드라마 《찬란한 내 인생》 ... 김도도 역

### 영화
- 《적과의 동침》(2011년) ... 젊은 여자 역
- 《조선마술사》(2015년) ... 시녀 역
- 《하루》(2017년) ... 톨게이트 직원 역

### 연극
- 《마지막 주방 상궁 한희순》(2011년) ... 김명길 상궁 역(조연)
- 《마지막 어린 상궁 성옥염》(2011년) ... 홍정순 역
- 《대한제국 조선 융희양제 이왕 순종》(2011년) ... 순정효황후 역(주연)

### 뮤지컬
- 《진짜 진짜 좋아해》(2011년)

### TV 프로그램
- 《MBC 창사 50주년 특별기획 - 타임 : 새드 무비를 아시나요?》(MBC, 2011년)
- 《2013 추석특집 짝 스타 애정촌》(SBS, 2013년) ... 여자 5호

### 라디오 프로그램
- 《EBS 책 읽는 라디오 낭독 시리즈》(EBS FM, 2016년 7월)